# Andraševec
Andraševec es una localidad de Croacia en el municipio de Oroslavje, condado de Krapina-Zagorje.

## Geografía
Se encuentra a una altitud de 224 m s. n. m. a  km de la capital nacional, Zagreb.

## Demografía
En el censo 2011, el total de población de la localidad fue de 874 habitantes.